# Voisines (Haute-Marne)
Voisines település Franciaországban, Haute-Marne megyében. Lakosainak száma 102 fő (2022. január 1.). Voisines Auberive, Courcelles-en-Montagne, Mardor, Ormancey, Rochetaillée, Saint-Ciergues és Vauxbons községekkel határos.

## Népesség
A település népessége az elmúlt években az alábbi módon változott:
| Lakosok száma | 90   | 93   | 86   | 92   | 89   | 88   | 101  | 107  | 107  | 102  |
|               | 1968 | 1982 | 1990 | 2006 | 2013 | 2015 | 2017 | 2019 | 2020 | 2022 |